# Carlos Alfredo Magariños
Carlos Alfredo Magariños, argentinski politik in diplomat, * 16. avgust 1962.